# Hala Waksmundzka

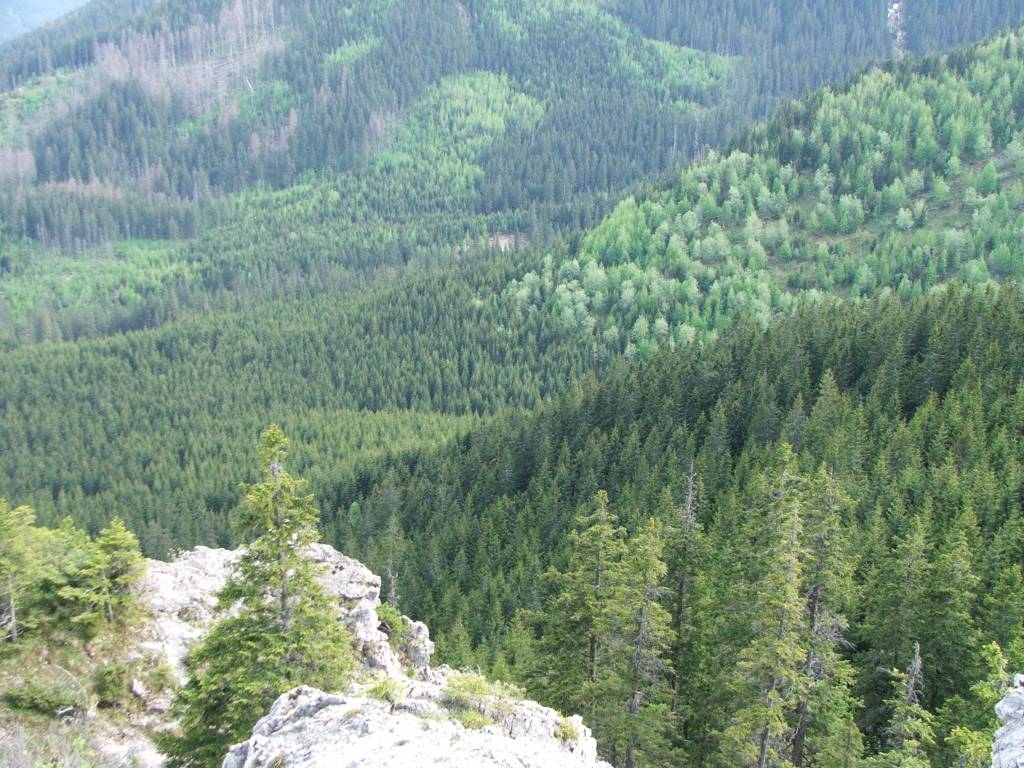
Dolina Waksmundzka – tereny dawnej hali

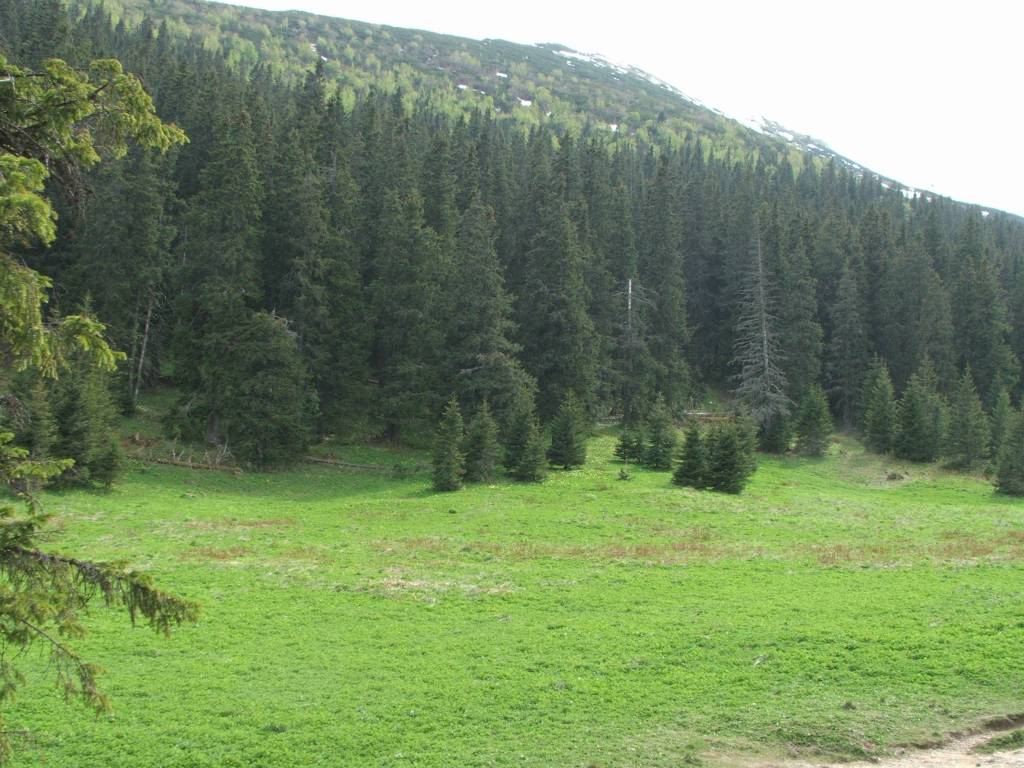
Zarastająca lasem Rówień Waksmundzka

Hala Waksmundzka – dawna hala pasterska w Tatrach Wysokich. Zajmowała większość Doliny Waksmundzkiej oraz wschodnie, a częściowo także północne zbocza Małej Koszystej. Nazwa hali pochodzi od miejscowości Waksmund na Podhalu, prawdopodobnie już w XIV wieku pędzono stamtąd owce na tę halę.

## Opis
Główną polaną hali była Waksmundzka Polana, na której stały liczne szałasy. Ponadto należały do niej jeszcze polana Rówień Waksmundzka i Równica Waksmundzka (pomiędzy Waksmundzką Równią a Gęsią Szyją), stały na nich pojedyncze szałasy. W 1960 r. powierzchnia ogólna hali wynosiła 204,51 ha, w tym pastwiska zajmowały 14,0 ha, halizny 26,0 ha, lasy 3,1 ha, kosodrzewina 50,0 ha, nieużytki 111,1 ha. Tylko 5,08 ha było własnością TPN, resztę stanowiła własność prywatna górali. Dodatkowa powierzchnia serwitutów w lasach państwowych wynosiła 111,35 ha. Wypas w przeliczeniu na owce wynosił 129 sztuk.
Zbocza Małej Koszystej porośnięte były kosodrzewiną, duża część terenu hali pokryta była rumowiskami skalnymi. Obszar hali ma zaś dużą wartość przyrodniczą. Przebywają tutaj cietrzewie i głuszce, w lasach jelenie, przez tereny hali przebiega szlak wędrówek niedźwiedzia brunatnego. W Dolinie Waksmundzkiej na obszarze ok. 20 ha rośnie powyżej górnej granicy lasu świerkowego ok. 1500 drzew limby. W latach 1960–1964 obszar hali został wykupiony bądź wywłaszczony od górali. Zniesiono wypas, polany zarastają lasem. Obecnie obszar ten wraz z sąsiadującą dawną Halą Wołoszyńską jest obszarem ochrony ścisłej i jedną z największych w Tatrach ostoi dzikich zwierząt.

## Szlaki turystyczne
Dolną częścią hali przebiegają dwa szlaki turystyczne:
 – czerwony z Toporowej Cyrhli przez Psią Trawkę, Waksmundzką Polanę, Polanę pod Wołoszynem i Wodogrzmoty Mickiewicza do Morskiego Oka.
- Czas przejścia z Toporowej Cyrhli na Rówień Waksmundzką: 2:10 h, ↓ 1:45 h
- Czas przejścia z Równi Waksmundzkiej do Wodogrzmotów: 1:25 h, z powrotem 1:35 h

 – zielony z Wierchporońca przez Rusinową Polanę, Gęsią Szyję i Rówień Waksmundzką do schroniska „Murowaniec” w Dolinie Gąsienicowej.
- Czas przejścia z Wierchporońca na Rówień Waksmundzką: 2 h, z powrotem 1:35 h
- Czas przejścia z Równi Waksmundzkiej do Murowańca: 2:15 h, z powrotem tyle samo